# 建昌站
建昌站（原站名塔子沟站），位于中华人民共和国辽宁省葫芦岛市建昌县建昌镇，是魏塔铁路上的火车站，建于1974年，由中国铁路沈阳局集团管辖。

## 歷史
- 建于1974年。
- 于2009年进行站房改建。

## 車站周邊
- 凌东高级中学
- 辽宁广播电视大学建昌分校
- 建昌县职业中专
- 三家村第二卫生室
- 建昌图书馆

## 外部連結
- 中国铁路客户服务中心 （页面存档备份，存于）